# Совершенный враг
Совершенный враг (англ. The Ultimate Foe) — четвёртая и последняя серия двадцать третьего сезона британского научно-фантастического телесериала «Доктор Кто», состоящая из двух эпизодов, которые были показаны в период с 29 ноября по 6 декабря 1986 года. Является четвёртой и последней частью сюжетной арки «Суд над Повелителем времени», из которой состоит весь сезон.

## Сюжет
Доктор заявляет о том, что улики Валеярда — подделка, а данные Матрицы были изменены. Хранитель Матрицы заявляет, что это невозможно. Внезапно в зал суда вводят Глитца и Мел, а на экране появляется Мастер, в доказательство того, что в Матрицу можно проникнуть, и эти данные были украдены Глитцем у Спящих с Равалокса. Повелители времени отследили Спящих до Земли и перенесли её на место, где на планету приземлился Доктор, в процессе почти уничтожив на ней жизнь. Также Мастер рассказывает, что Валеярд — тёмная сторона, созданная из его двенадцатой инкарнации, а Высший совет предложил ему оставшиеся регенерации Доктора в обмен на фальсификацию доказательств.
Суд срывается, и Валеярд сбегает в Матрицу. Доктор и Глитц следуют за ним и заходят в здание с надписью «Фабрика фантазий (владелец: Дж. Дж. Чемберс)». Клерк Попплвик посылает их в пустыню, где Доктора начинают затягивать в песок руки, но оказывается, что это лишь иллюзия. Валеярд, атакуя Доктора и Глитца, заставляет их отступить в дом, который немедленно исчезает: это ТАРДИС Мастера.
Мастер признаётся, что хочет уничтожить Валеярда. Он гипнотизирует Доктора и использует его как наживку, но Валеярд разгадывает его план и Мастер отступает. Появившаяся Мел выводит Доктора из транса, и возвращает обратно в зал суда. Они решают сказать правду, и Мел подтверждает: сцены с уничтожением вервоидов, основание для обвинения Валеярда — правдивы, и она им свидетель. Инквизитор признаёт Доктора виновным, и отправляет его на казнь.
Однако, это оказывается ещё одной иллюзией. Мел, решив, что Доктору нужна помощь, хватает ключ от Матрицы и входит. Она пытается предупредить Доктора, но тот уже понял, что суд был фальшивкой, и просто собирается встретиться с Валеярдом лицом к лицу. Глитц, подкупленный Мастером, возвращается на Фабрику фантазий, где находит плёнку с данными, которые, как он считал, уничтожил на Равалоксе. Он сбегает вместе с ней на ТАРДИС Мастера, а Доктор пытается узнать у Попплвика про Чемберса, но тот не сознаётся, и Доктор понимает, что Попплвик — переодетый Валеярд. Они понимают, что машина в комнате — распылитель частиц, и Валеярд планирует убить всех в зале суда.
Инквизитор узнаёт, что Высший совет свергнут. Мастер появляется на экране с предложением навести порядок в обмен на власть. Он включает кассету Глитца в свою ТАРДИС, но срабатывает ловушка, которая парализует его и Глитца. Вернувшаяся из Матрицы Мел предупреждает повелителей времени. Они не могут выключить экран, но Доктор ломает оружие Валеярда, и оно взрывает Фабрику фантазий, а сам он сбегает из Матрицы в зал суда. Инквизитор снимает обвинения с него и рассказывает, что Пери Браун пережила события на Торос Бета и стала королевой Ирканоса. Она просит Доктора вновь стать Лордом Президентом нового Высшего совета, с должности которого его сняли перед судом, но тот отказывается и предлагает ей занять эту должность. Он просит повелителей времени быть помягче с Глитцем, пока он возвращает Мел в её родное время, и покидает вместе с ней станцию на ТАРДИС.
Перед тем, как Инквизитор покидает комнату, она даёт инструкции Хранителю Матрицы. Тот смотрит в камеру, и им оказывается Валеярд.

## Трансляции и отзывы
| Эпизод            | Дата показа    | Продолжительность | Телезрители (в миллионах) |
| ----------------- | -------------- | ----------------- | ------------------------- |
| «Часть 13»        | 29 ноября 1986 | 24:42             | 4,4                       |
| «Часть 14»        | 6 декабря 1986 | 29:30             | 5,6                       |
| [ 2 ] [ 3 ] [ 4 ] |                |                   |                           |

## Интересные факты
- Эта серия стала последней для Колина Бейкера в роли Шестого Доктора. Из-за падения рейтингов его уволили с роли, предложив сыграть ещё в одной серии, но актёр отказался, как и просьбу сняться в сцене регенерации в серии следующего сезона «Время и Рани». Тем самым актёр стал единственным, кто ушёл с роли Доктора не по собственной воле. Тем не менее, Бейкер многократно возвращался к этой роли в спецвыпуске «Измерения во времени», театральной пьесе, аудиопостановках, в одной из которых сыграл своё последнее приключение, приведшее к событиям следующей серии.
- Для Доктора встреча с Мел Буш в серии является первой с его точки зрения, однако Мел взята из времени, когда она уже была знакома с ним. В расширенной вселенной Доктора Кто обычно предполагается, что после событий суда Доктор увез её обратно и стер память, а затем встретился заново с Мел, ещё не успевшей попасть на ТАРДИС. Эта встреча описана в романе «Необычное дело» и (в альтернативной вселенной) в аудиопостановке «Он шутит над шрамами», являющейся продолжением данной серии, в которой также появляется и Валеярд.
- Это последнее появление повелителей времени (кроме Доктора, Мастера и Рани) в классическом сериале. Они не появлялись на экранах до небольшого появления в серии «Барабанная дробь», а затем и до полноценного возвращения в спецвыпуске «Конец времени».
- Это последнее появление Валеярда на экранах. Он продолжил появляться в романах и аудиопостановках, в которых Майкл Джейстон продолжил исполнять его роль. Происхождение этого персонажа было описано в нелицензионном благотворительном романе «Чемпион времени». Позже, уже в новом сериале, в серии «Выбор Эми» с Одиннадцатым Доктором появляется Повелитель снов, сыгранный Тоби Джонсом, также являющийся темной инкарнацией Доктора.
- Создание сценария серии сопровождалось многими трудностями. Сначала сценарист Роберт Холмс (для него эта работа стала последней в сериале, последней же законченной серией стала «Таинственная планета») скончался от заболевания печени, успев завершить лишь первый эпизод. Редактор сценариев Эрик Савард написал сценарий ко второму, но продюсер сериала Джон Нэйтан-Тёрнер посчитал его слишком жестоким и забраковал, в результате Савард ушел в отставку, а Пипу и Джейн Бейкерам было вверено написание эпизода заново. Для более оптимистичного тона была сделана оптимистичная концовка и показана настоящая судьба Пери, что разочаровало игравшую её Николу Брайант.